# 2014
سنة 2014 م (بالأرقام الرومانية:MMXIV) هي سنة بسيطة تبدأ يوم الأربعاء (الرابط يظهر نموذج الجدول الزمني الكامل للسنة) من التقويم الغريغوري. وهي السنة 2014 بعد الميلاد والسنة 14 في الألفية الثالثة والقرن الواحد والعشرون، والسنة ال5 في عقد 2010.

## تقويمات أخرى
سنة 2014 من التقويم الميلادي توافق:
- تقويم عبري: 5775/5774.
- تقويم هجري: 1436/1435
- تقويم فارسي: 1393/1392
- تقويم هندوسي: 1936/1935.
- تقويم جمهوري: 223/222.

## احتفالات
- السنة العالمية للتضامن مع الشعب الفلسطيني من قبل الجمعية العامة للأمم المتحدة.
- السنة العالمية لعلم البلورات والسنة العالمية للزراعة الأسرية من قبل الجمعية العامة للأمم المتحدة.
- السنة العالمية للدول الجزرية الصغيرة النامية من قبل الجمعية العامة للأمم المتحدة.
- 9 يناير: الذكرى 500 لوفاة آن من بريتاني، في قصر بلوا في 9 يناير 1514.
- 28 يناير: الذكرى 1200 لوفاة شارلمان، في 28 يناير 814.
- 27 يوليو: الذكرى 800 لمعركة بوفين، في 27 يوليو 1214.
- 28 يوليو: مئوية بداية الحرب العالمية الأولى، في 28 يوليو 1914.
- 31 يوليو: مئوية اغتيال جان جوريس، في 31 يوليو 1914.
- 2 ديسمبر: الذكرى 200 لوفاة ماركيز دي ساد، في 2 ديسمبر 1814.

## أحداث
- حصار سلوفيانسك في الفترة ما بين 12 أبريل و5 يوليو.
- حصار آمرلي في الفترة ما بين 11 يونيو و31 أغسطس.
- 14 يوليو: بدء حصار دير الزور والذي استمر إلى 10 سبتمبر 2017.
- 13 سبتمبر: بدء حصار كوباني والذي استمر إلى 26 يناير 2015.
- 3 أغسطس : زلزال يضرب الصين ويخلف 3141141 جريحا و617 قتيلا.
- 22 نوفمبر : زلزال يضرب اليابان ويخلف 46 جريحا.
- وقوع الحرب على غزة 2014 بداية من 8 يوليو 2014 إلى 26 أغسطس 2014.
- نهاية حرب أفغانستان في 28 ديسمبر 2014 والتي بدأت في 7 أكتوبر 2001.

### يناير
- 1 يناير:
  - اليونان تتلقى الرئاسة الدورية للاتحاد الأوروبي.
  - روسيا تتلقى الرئاسة الدورية لمجموعة الثماني.
  - ريغا وأوميو تصبحان عاصمتا الثقافة الأوروبية.
  - لاتفيا تعتمد العملة الموحدة الأوروبية.
  - أندورا تبدأ في استعمال عدة قطع من اليورو.
  - مايوت، خامس إقليم فرنسي ما وراء البحار، تدخل الاتحاد الأوروبي وتصبح تاسع منطقة أوروبية خارجية متطرفة، ولكنها لا تزال خارج منطقة شنجن.
- 2 يناير- قوات الدولة الإسلامية في العراق والشام تعلن السيطرة على مدينة الفلوجة وأجزاء من مدينة الرمادي في محافظة الأنبار في العراق والقوات العراقية تستعد لاستعادتها بعد معاركهم معهم في صحراء الأنبار.
- 16 يناير - تأسيس حزب بوديموس في إسبانيا.
- 18 يناير - دستور جمهورية مصر 2014.

### فبراير
- انتشار وباء إيبولا في غرب أفريقيا 2014 يؤدي إلى إصابة 1329 شخص ووفاة 729 شخص بسبب المرض.
- 7 فبراير: افتتاح الدورة الثانية والعشرين من الألعاب الأولمبية الشتوية 2014 في مدينة سوتشي في روسيا.
- 14 فبراير: إذاعة بيان مصور للقائد السابق في القوات البرية الليبية اللواء خليفة حفتر يعلن فيه تجميد عمل الحكومة والمؤتمر الوطني العام والإعلان الدستوري. أكدت الحكومة أن الوضع تحت السيطرة وأنه التعليمات قد صدرت لوزارة الدفاع باتخاذ الإجراءات اللازمة ضد حفتر.[1]
- 14 فبراير:العام الثالث لبداية الاحتجاجات البحرينية أو ثورة البحرين .
- 22 فبراير: البرلمان الأوكراني يصوت على قرار عزل فيكتور يانوكوفيتش عن الرئاسة وتعيين ألكساندر تورتشينوف رئيس مؤقت للبلاد، وحملة أعمال شغب بعد أيام في كييف يؤدي لمصرع حوالي 100 شخص.
- 27 فبراير: الحركة الموالية لروسيا في أوكرانيا 2014 تطالب بضم شبه جزيرة القرم لروسيا وإلى تمرُد في كُل من دونيتسك أوبلاست ولوغانسك أوبلاست.

### مارس
- 2 مارس: حفل توزيع جوائز الأوسكار في الولايات المتحدة.
- 8 مارس: سقوط طائرة من طراز بوينغ 777 في الخطوط الجوية الماليزية الرحلة 370 والتي كانت متجهة من كوالالمبور إلى بكين وهذه الطائرة مفقودة منذ أن سقطت ولم يعثر عليها حتى الآن وفقد على إثرها 239 راكب.
- 16 مارس: مواطني شبه جزيرة القرم يصوتون لصالح انفصالهم عن أوكرانيا.
- 21 مارس: الكويكب (143649) 2003 كيو كيو 47 يمر بجانب الأرض.
  - روسيا تعلن إلحاقها شبه جزيرة القرم تحت حكم الاتحاد الروسي.
- 23-30 مارس: الانتخابات البلدية الفرنسية 2014.
- 24 مارس: خلال اجتماع طارئ الولايات المتحدة والمملكة المتحدة وفرنسا وألمانيا واليابان وإيطاليا وكندا تعلق عضوية روسيا في مجموعة الثماني مؤقتًا على خلفية إلحاقها بجمهورية القرم.
- 27 مارس: الجمعية العامة للأمم المتحدة تُمَرِر قرار الجمعية العامة للأمم المتحدة 60/262 والذي يعتبر شبه جزيرة القرم جُزُء من أوكرانيا وعدم الاعتراف بإلحاق القرم لالاتحاد الروسي.

### أبريل
- الانتخابات العامة الجنوب إفريقية 2014 (رئاسية وتشريعية)، تعتبر الانتخابات الخامسة بعد نهاية الأبارتيد سنة 1994.
- 14 أبريل: جماعة بوكو حرام النيجيرية التابعة لتنظيم القاعدة تعلن خطفها 276 طالبة نيجيرية من إحدى المدارس.
- 16 أبريل: كارثة انقلاب العبارة الكورية الجنوبية (2014) تؤدي لمصرع 276 شخص وإلى استقالة رئيس جمهورية البلاد لاحقًا.
- 20 أبريل: عيد القيامة.
- 27 أبريل: تقديس مزدوج لكل من يوحنا الثالث والعشرون ويوحنا بولس الثاني يوم الاحتفال أحد الرحمة الإلهية.
- 28 أبريل: الرئيس الأمريكي باراك أوباما يعلن حزمة عقوبات اقتصادية تجاه روسيا جراء غزوها للقرم وتشمل هذه العقوبات تجميد حسابات الرئيس الروسي فلاديمير بوتين في الولايات المتحدة.
- 30 ابريل: بدء الإنتخابات البرلمانية الثالثة في جمهورية العراق.

### مايو
- الانتخابات الأوروبية 2014 في الاتحاد الأوروبي.
- 5 مايو: منظمة الصحة العالمية تُعلن انتشار مرض شلل الأطفال في 10 بلدان منها العراق وسوريا.
  - جماعة بوكو حرام تعلن قتل حوالي 300 شخص في نيجيريا.
- بين 8 و18 مايو: معرض نانت الدولي للزهور في مدينة نانت الفرنسية، وهي الدورة الحادية عشر منذ 1956.
- 6 و8 و10 مايو: نصف نهائي مسابقة يوروفيجن للأغاني المقامة في الدنمارك.
- الانتخابات التشريعية والجهوية والأوروبية في بلجيكا.
- 20 مايو: بوكو حرام تتبنى سلسلة من الانفجارات في نيجيريا أدت إلى مقتل 118 شخص.
- 22 مايو: الجيش الملكي التايلاندي يعلن عن قلب الحكم في تايلاند بعد فشل المفاوضات السياسية بين الأحزاب التايلاندية بعد احتجاجات تايلاند 2013-2014.
- 26 مايو - 28 مايو- الانتخابات الرئاسية المصرية 2014.
- 29 مايو: عيد الصعود لدى المسيحيين.

### يونيو
- 6 يونيو: الذكرى السبعون لإنزالات الحلفاء في نورماندي خلال الحرب العالمية الثانية.
- 6 و7 يونيو: العرض الأول في العالم للسمفونية الرابعة لكريستوفر روس في نيويورك.
- 7 يونيو: يوجين غوستمان أول برنامج ذكاء اصطناعي يجتاز اختبار تورنغ وذلك بإقناعة 33% من الحكام بأنه طفل أوكراني عمره 13 سنة.
- 8 يونيو: العيد الخمسون "عيد العنصرة" لدى المسيحيين.
- 10 يونيو: تنظيم الدولة الإسلامية في العراق والشام ومجموعات سنية أُخرى معارضة لحكومة نوري المالكي تسيطر على مدينة الموصل ثاني كبرى المدن العراقية وتتجه صوب السيطرة على مدن الشرقاط وبيجي وتكريت والمقدادية وانسحاب واستسلام مفاجئ للجيش العراقي هُناك ونزوح نحو نصف مليون شخص من هذه المُدُن إلى إقليم كردستان في شمال العراق.
- 12 يونيو: حفل افتتاح بطولة كأس العالم لكرة القدم 2014 المقام في مدينة ساو باولو في البرازيل، وعلى أن يقام حفل الاختتام في مدينة ريو دي جانيرو في 13 يوليو.
- 12 يونيو: وقوع مجزرة سبايكر على يد تنظيم داعش والمتعاونين معهم بعد قيامهم بإبادة جماعية لطلاب القوة الجوية وأفراد في الجيش العراقي في قاعدة سبايكر الجوية قرب مدينة تكريت.
- 13 يونيو: علي السيستاني يفتي بالجهاد الكفائي ضد تنظيم داعش بعد أن إحتل معظم مساحات شمال وغربي العراق لغرض تحرير البلاد وعلى إثرها تشكل مايعرف بالحشد الشعبي لتندلع بعدها الحرب الأهلية العراقية (2014–2017).
- 19 يونيو: الملك الإسباني خوان كارلوس الأول يعلن عن تنازله عن العرش لإبنهِ فيليب السادس.
- 20 و30 يونيو: إقامة حفل فرقة ون دايركشن في ملعب فرنسا.
- بين 22 و27 يونيو: المؤتمر العالمي لزراعة المحافظة على الموارد.
- 28 يونيو: افتتاح الخط «E» من ترامواي غرونوبل (غرونوبل في فرنسا).
- البطولة الأوروبية للمبارزة المقامة في سترازبورغ.

### يوليو
- وقف دعم ويندوز فون 8.
- 5 يوليو: بدأ طواف فرنسا 2014 للدرجات الهوائية من مدينة ليدز البريطانية.
- 8 يوليو: الحرب على غزة 2014 الجيش الإسرائيلي يبدأ سلسلة من الهجمات على قطاع غزة لمحاولة إيقاف قصف حماس وكتائب عز الدين القسام ضد الأراضي الإسرائيلية.
- 13 يوليو نهاية كأس العالم 2014 بفوز منتخب ألمانيا على منتخب الأرجنتين 1 - 0
- 17 يوليو: إسرائيل تعلن بدء هجومها البري على غزة.
  - سقوط طائرة من طراز بوينغ 777 من الخطوط الجوية الماليزية الرحلة 17 فوق الأراضي الأوكرانية التي تشهد نزاع بين القوات الأوكرانية والانفصاليين واشتباه عن تورط الانفصاليين بإسقاط الطائرة والتي كانت متجهة من أمستردام إلى كوالالمبور حيث مات من جراء هذا الحادث 298 شخص من الهولنديين والماليزيين ومن جنسيات أخرى وفقدان 15 راكب آخرين.
- 19 يوليو: داعش يهدد المسيحيين في الموصل وتحول الكنائس إلى جوامع والموصل لأول مرة في تاريخها خالية من المسيحيين منذ دخول المسيحية إليها.
- 24 يوليو: سقوط طائرة الخطوط الجوية الجزائرية الرحلة 5017 والتي كانت متجهة من واغادوغو عاصمة بوركينا فاسو إلى مدينة الجزائر في شمال مالي وأسفرت الحادثة عن مصرع 116 راكب معظمهم من الفرنسيين.
- 28 يوليو: عيد الفطر لدى المسلمين.

### أغسطس
- 4 أغسطس: مئوية بداية الحرب العالمية الأولى.
- 6 أغسطس: تنظيم الدولة الإسلامية يبدأ بشن حرب واسعة ضد إقليم كردستان في شمال العراق ويستولي على مدن سنجار وزمار ومخمور وسد الموصل وتلكيف والحمدانية وبعشيقة وجلولاء ويقتل أكثر من 500 أيزيديين ويتسبب بهجرة سكان سهل نينوى من المسيحيين والأيزيديين والشبك إلى مناطق إقليم كردستان.
- 8 أغسطس: الرئيس الأمريكي باراك أوباما يُعلن بدء القيام بضربات عسكرية جوية محددة ضد مواقع تنظيم الدولة الإسلامية وذلك بعد اقترابها من مدينة أربيل عاصمة إقليم كردستان في شمال العراق.
- بطولة العالم لسباق الدراجات على المضمار 2014.
- 10 أغسطس: سقوط طائرة خطوط سيباهان الجوية الرحلة 5915 في منطقة سكنية والتي كانت مُقلعة من مطار مهرآباد الدولي في عاصمة إيران طهران إلى مدينة طبس وأدى الحادث إلى مصرع 39 شخص في الطائرة وإصابة 10 آخرين.
- 14 أغسطس: رئيس مجلس الوزراء العراقي نوري المالكي يُعلن سحب ترشحه لتولي المنصب لولاية ثالثة لصالح حيدر العبادي الذي رشحهُ التحالف الوطني والذي هو من نفس كتلة إئتلاف دولة القانون.
- 17 أغسطس: قوات البشمركة تستعيد السيطرة على سد الموصل وعلى مناطق أُخرى في محافظة نينوى شمال العراق.

### سبتمبر
- 8 سبتمبر: الحكومة العراقية الجديدة برئاسة حيدر العبادي تؤدي القسم الدستوري.
- 19 سبتمبر:

- الاسكتلنديون يرفضون الاستقلال عن المملكة المتحدة وذلك في استفتاء شعبي في البلاد بنسبة تجاوزت 55%.
- بدء عملية الشمال: فرنسا تنفذ أولى ضرباتها الجوية ضد تنظيم داعش في العراق.
- 20 سبتمبر: اليوم العالمي للزهايمر.
- 21 سبتمبر: التوقيع على اتفاق السلم والشراكة الوطنية بين جماعة أنصار ألله «الحوثيون» والحكومة اليمنية لإنهاء احتجاجات الحوثيين 2014.
- 23 سبتمبر: تحالف دولي بقيادة الولايات المتحدة يبدأ عمليات عسكرية ضد تنظيم الدولة الإسلامية في العراق والشام.
- 25 سبتمبر: عيد روش هاشناه لدى اليهود.
- الإعلان على المدن المضيفة ليورو 2020.

### أكتوبر
- 4 أكتوبر: عيد الأضحى لدى المسلمين، ويوم الغفران لدى اليهود.
- بين 4 و19 أكتوبر: مونديال باريس للسيارات الذي يشتغل منذ 1898.
- 19 أكتوبر: المذنب سي/2013 أي1 يمكن أن يصطدم مع كوكب المريخ.
- الكنيسة الرومانية الكاثوليكية تطوب البابا بولس السادس.
- 24 أكتوبر:العراق تحرير جرف النصر بعد قتال عنيف بين داعش الحشد الشعبي وأطلق على العملية أسم عاشوراء
- 29 أكتوبر : إضراب عام دعت إليه ثلاث مركزيات نقابية[2] ضد حكومة الحزب الإسلامي العدالة والتنمية الذي يترأسهما عبد الإله ابن كيران.

### نوفمبر
- 4 نوفمبر: انتخابات مجلس النواب ومجلس الشيوخ الأمريكيين.
- 26 نوفمبر: نهائي بطولة خليجي 22 في الرياض بين السعودية وقطر وتوجت قطر بالبطولة بعد فوزها 2/1 على السعودية لتحصل على الكاس للمرة الثالثة في تاريخها
- 29 نوفمبر: النطق بالحكم على محمد حسني مبارك في قضية قتل المتظاهرين المعروفة إعلاميًا ب محاكمة القرن.

### ديسمبر
- افتتاح ترامواي بيزانسون (بيزانسون في فرنسا)
- 28 ديسمبر: اختفاء طائرة إندونيسية من رحلة طيران آسيا رقم 8501 كانت متجهة من إندونيسيا إلى سنغافورة وكان على متنها 162 راكب.
- 28 ديسمبر:فك الحصار عن مدينة الضلوعية وتحريرها بعد معارك بين تنظيم الدولة الإسلامية (داعش) والحشد الشعبي.

## وفيات

### يناير
- 1 يناير:  ممدوح الليثي سيناريست مصري
- 3 يناير:  فيل إيفيرلي عازف روك أمريكي.
- 5 يناير:  أوزيبيو لاعب كرة قدم برتغالي ومن أفضل اللاعبين في تاريخها.
- 8 يناير:  مونيكا سبير ملكة جمال وعارضة أزياء فنزويلية.
- 9 يناير:  أميري بركة شاعر أمريكي.
  -  ديل مورتنسن اقتصادي أمريكي حائز على جائزة نوبل.
- 11 يناير:  أرييل شارون رئيس الوزراء الحادي عشر لإسرائيل.
- 14 يناير:  ماي يونغ مصارعة أمريكية.
- 16 يناير:  هيرو أونودا جندي ياباني من الحرب العالمية الثانية رفض ترك موقعه حتى سنة 1974.
- 20 يناير:  كلاوديو أبادو قائد فرقة موسيقية إيطالي.
- 21 يناير:  فاروق نجيب ممثل مصري
- 24 يناير:  عبد القادر البرازي لاعب كرة قدم مغربي.
- 26 يناير:  خوسيه إميليو باتشيكو شاعر وكاتب مكسيكي.
- 27 يناير:  بيت سيغر مغني وموسيقي أمريكي.
  -  عبدالكريم زيدان فقيه عراقي عراقي.
  -  هاشم شعباني شاعر عربي إيراني من الأحواز.
- 31 يناير:  زيزي البدراوي ممثلة مصرية.

### فبراير
- 1 فبراير:  لويس أراغونيس لاعب ومدرب كرة قدم إسباني.
  -   ماكسيميليان شيل ممثل نمساوي سويسري.
- 2 فبراير:  فيليب سيمور هوفمان ممثل أمريكي.
- 7 فبراير:  سهير الإتربي مذيعة مصرية.
- 9 فبراير:  جوزيف حرب شاعر لبناني.
- 10 فبراير:  شيرلي تيمبل مغنية وممثلة ودبلوماسية أمريكية.
- 12 فبراير:  سيد سيزر ممثل أمريكي.
- 13 فبراير:  ريتشارد مولر نيلسون لاعب ومدرب كرة قدم دنماركي.
- 18 فبراير:  بيج دادي في مصارع أمريكي.
  -  أنسي الحاج شاعر لبناني.
- 25 فبراير:   ماريو كولونا لاعب كرة قدم برتغالي موزمبيقي المولد.
  -  باكو دي لوسيا عازف فلامنكو إسباني.
- 26 فبراير:  عازف كيتار إسباني.
  -  ديجو نوفاك لاعب كرة قدم مجري.

### مارس
- 2 مارس:  أبو عرب شاعر فلسطيني.

وفيق الزعيم

- 11 مارس:  أحمد الربيعي رسام كاريكاتير.
- 14 مارس:  توني بين سياسي بريطاني.
- 17 مارس:  لارين سكوت عارضة أزياء أمريكية.
- 20 مارس:  بليني لاعب كرة قدم برازيلي.
  -  عبد الحميد السيد مطرب كويتي.
- 21 مارس:  إغناطيوس زكا الأول عيواص البطريرك ال122 للسريان الأرذثوكس.
  -  وفيق الزعيم ممثل سوري.
- 23 مارس:  أدولفو سواريث رئيس الوزراء ال 138 لإسبانيا.
- 23 مارس  هلال الأسد مؤسس قوات الدفاع المدني و الوطني و قائد الشبيحة في اللاذقية
  -  محمد بديوي صحفي عراقي.
    -  سعاد عبد الله مغنية وممثلة عراقية.

### أبريل

عبد الرحمن آل رشي

- 2 أبريل:  طه بصري لاعب ومدرب كرة قدم مصري.
- 4 أبريل:  محمد قطب عالم إسلاميات مصري.
- 6 أبريل:  ميكي روني ممثل أمريكي.
- 8 أبريل:  أولتيمت واريور مصارع أمريكي.
  -  كارلهاينز ديشنر ناشط وكاتب ألماني.
- 9 أبريل:  عمانوئيل الثالث دلي كاردينال عراقي وبطريرك الكنيسة الكلدانية الكاثوليكية.
- 12 أبريل:  عبد الرحمن آل رشي ممثل سوري.
- 14 أبريل:  ليلى جمال ممثلة ومغنية مصرية.
- 17 أبريل:  غابرييل غارثيا ماركيث روائي وكاتب كولومبي حائز على جائزة نوبل في الأدب.
- 18 أبريل:  ديلان تومبيديس لاعب كرة قدم أسترالي.
- 20 أبريل:  روبن كارتر مُلاكم أمريكي.
- 24 أبريل:  هانس هولاين معماري نمساوي.
  -  تاديوش روجيفيتش شاعر ويساري بولندي.
- 25 أبريل:  تيتو فيلانوفا لاعب ومدرب كرة قدم إسباني لنادي برشلونة.
  -  حمزة الشيمي ممثل مصري
- 27 أبريل:  فويادين بوشكوف لاعب ومدرب كرة قدم صربي.
- 29 أبريل:  بوب هوسكينز ممثل إنجليزي بريطاني.
  -  الطاهر الشايبي لاعب كرة قدم تونسي.

### مايو
- 3 مايو:  غاري بيكر اقتصادي أمريكي حائز على جائزة نوبل في الاقتصاد.
- 12 مايو:  هانز رودولف جيجر فنان سويسري.
- 13 مايو:  مالك بن جلول صحفي سويدي.
- 17 مايو:  جيرالد إيدلمان بيولوجي أمريكي حائز على جائزة نوبل.
  -  حسين الإمام ممثل وكاتب سيناريو مصري.
- 18 مايو:  جوردون ويليز سينمائي أمريكي.
- 19 مايو:  جاك برابهام سائق سيارات أسترالي.
- 21 مايو:  مدحت السباعي مخرج مصري.
- 25 مايو:  فويتشخ ياروزلسكي قائد شيوعي لبولندا.
  -  عبد العزيز بن عبد الله الخويطر وزير وسياسي سعودي.
- 26 مايو:  فايزة كمال ممثلة مصرية.
- 27 مايو:  مفتاح بوزيد صحفي ليبي.
- 28 مايو:  مايا أنجيلو شاعرة أمريكية.
  -  مالكوم جليزر رجل أعمال أمريكي.

### يونيو
- 1 يونيو:  فالنتين مانكين سباح أوكراني.
  -  نورة مغنية جزائرية.
- 7 يونيو:  فيرنانداو لاعب كرة قدم برازيلي.
- 8 يونيو:  محمد أبو الحسن ممثل مصري
- 12 يونيو:  ماجد سلطان ممثل كويتي.
- 13 يونيو:  المهدي المنجرة اقتصادي وعالم اجتماع مغربي مختص في الدراسات المستقبلية.
- 15 يونيو:  فتحية العسال كاتبة مصرية
- 16 يونيو:  وجدي الحكيم إعلامي مصري
- 20 يونيو:  إبراهيم توريه لاعب كرة قدم عاجي.
- 24 يونيو:  إيلاي والاك ممثل أمريكي.
- 25 يونيو:  آنا ماريا ماتوته شاعرة إسبانية.
  -  سلوى بوقعيقيص ناشطة وحقوقية ليبية.
    -  سوزان سلمان ممثلة سورية.
- 26 يونيو  إيلاي والاك ممثل أمريكي.
- 29 يونيو   عايشه نانا ممثلة وراقصة لبنانية تركية.
- 30 يونيو:  حسن توفيق شاعر مصري.

### يوليو
- 2 يوليو:  أدهم الملا ممثل سوري.
- 7 يوليو:   ألفريدو دي ستيفانو لاعب كرة قدم أجنيتني إسباني وأحد أفضل اللاعبين في تاريخ كرة القدم.
  -  إدوارد شيفردنادزه الرئيس الثاني لجورجيا.
- [ط[13 يوليو]]:  نادين غورديمير كاتبة جنوب أفريقية حائزة على جائزة نوبل للآداب.
- 19 يوليو:   ديفيد إيستون عالم سياسة كندي أمريكي.
  -  جيمس غارنر ممثل أمريكي.
- 30 يوليو  خوليو غرندونا لاعب كرة قدم سابق ورجل أعمال أرجنيتني.

### أغسطس
- 1 أغسطس  سعيد صالح ممثل مصري.
- 5 أغسطس  خليل مرسي ممثل مصري.

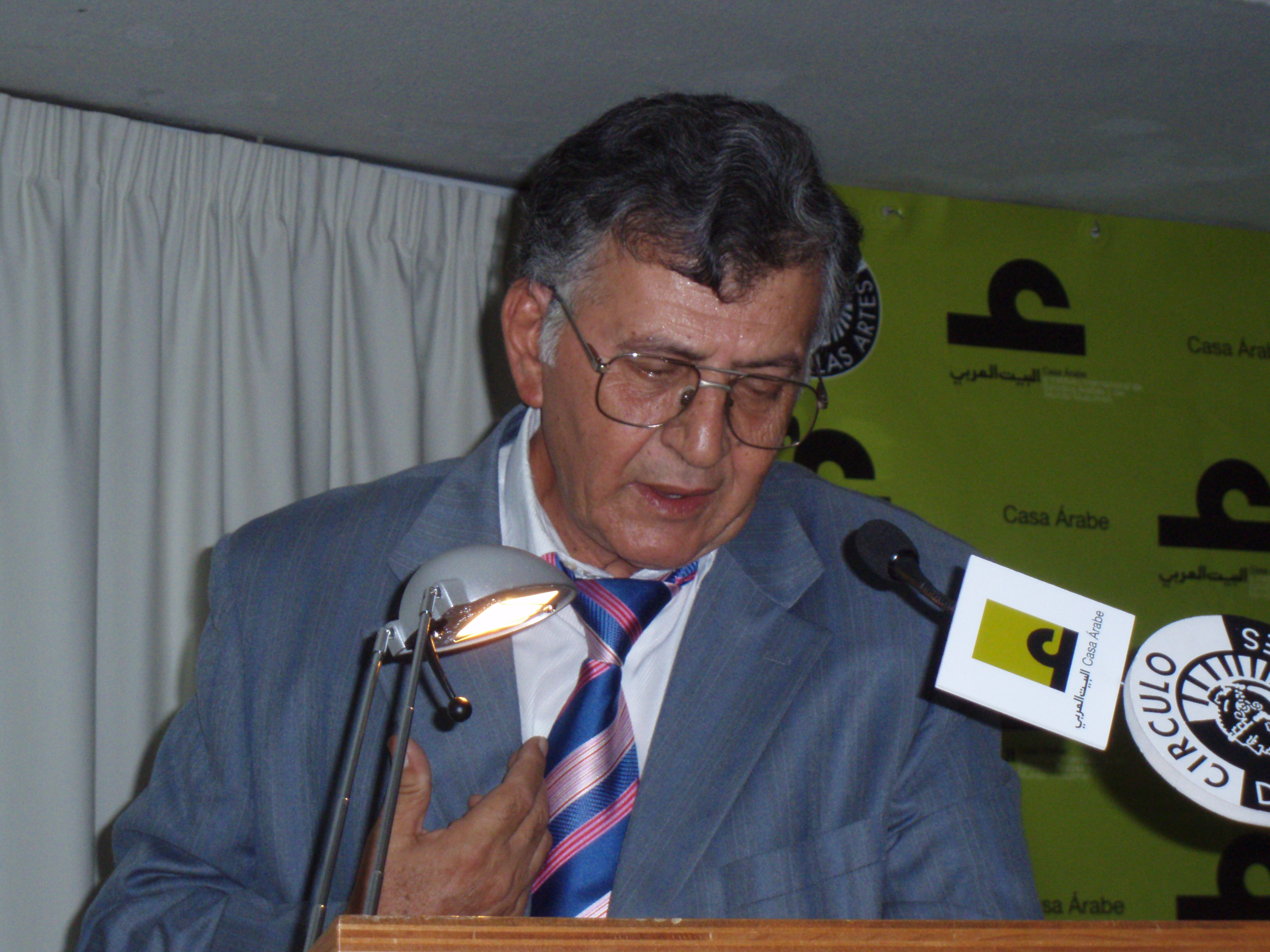
سميح القاسم

- 8 أغسطس  مناحيم غولان ممثل إسرائيلي.
- 9 أغسطس  أندري بال لاعب ومُدرب كرة قدم أوكراني.
- 11 أغسطس  روبن ويليامز ممثل أمريكي.
- 12 أغسطس :  صالح الزير، ممثل سعودي.
- 16 أغسطس  ممدوح فرج مصارع مصري.
- 16 أغسطس  مصطفى حسين رسام كاريكاتير مصري.
- 19 أغسطس  سميح القاسم، شاعر فلسطيني.
- 19 أغسطس  سيمين البهبهاني شاعرة إيرانية فارسية.
- 21 أغسطس  رائد العطار، عسكري فلسطين من قادة كتائب عز الدين القسام.
- 21 أغسطس  محمد أبو شمالة، عسكري فلسطيني من قادة كتائب عز الدين القسام.
- 21 أغسطس  عبد المحسن سليم، ممثل مصري.
- 22 أغسطس  عادل سميث، مؤسس الاتحاد الإيطالي المسلمين.
- 23 أغسطس  ألبير إيبوسي، لاعب كرة قدم.
- 24 أغسطس  ريتشارد أتينبورو ممثل ومخرج بريطاني.
- 24 أغسطس  ليونيد ستدانيك، أطول رجل في العالم" (أوكراني).
- 27 أغسطس  أحمد سيف الإسلام عبد الفتاح، ناشط سياسي مصري.
- 27 أغسطس  فيكتور شتينجر، كاتب أمريكي.

### سبتمبر
- 4 سبتمبر  جوان ريفرز ممثلة وكاتبة سيناريو أمريكية.
- 12 سبتمبر  عاطف عبيد سياسي مصري.
- 12 سبتمبر  صالح المهدي الملقب بزرياب.
- 15 سبتمبر  إسحاق حوفي سياسي إسرائيلي.
- 20 سبتمبر  عبد الجبار شنشل ضابط عسكري عراقي.
- 22 سبتمبر  يوسف عيد ممثل كوميدي مصري
- 25 سبتمبر  خالد صالح ممثل مصري.
- 30 سبتمبر  مارتن بيرل فيزيائي أمريكي حائز على جائزة نوبل.

### أكتوبر
- 7 أكتوبر  زيجفريد لنس كاتب ألماني.
- 17 أكتوبر  ماسارو إيموتو كاتب ياباني.
- 22 أكتوبر   أوسكار دي لا رينتا مصمم أزياء أمريكي دومينيكاني.
- 25 أكتوبر  ريحانة جباري مهندسة ديكور إيرانية تم تنفيذ حكم الإعدام.
- 25 أكتوبر  جاك بروس عازف روك بريطاني.
- 28 أكتوبر  مايكل ساتا سياسي زامبي ورئيس زامبيا الخامس.
- 29 أكتوبر  كلاس إنغيسون لاعب كرة قدم سويدي.

### نوفمبر

عصام عبه جي

- 2 نوفمبر  فليكو كاديفيتش جنرال يوغسلافي.
- 3 نوفمبر  مريم فخر الدين ممثلة مصرية.
- 8 نوفمبر  محمد إبراهيم مبروك كاتب ومترجم مصري.
- 10 نوفمبر  معالي زايد ممثلة مصرية.
- 11 نوفمبر - دونالد شتاينر، عالم كيمياء حيوية أمريكي.
- 12 نوفمبر  وارن كلارك ممثل إنجليزي بريطاني.
- 13 نوفمبر   ألكسندر غروتينديك رياضياتي ألماني فرنسي.
- 19 نوفمبر   مايك نيكولز مخرج ألماني أمريكي.
- 24 نوفمبر  عصام عبه جي ممثل سوري.
- 26 نوفمبر  صباح مطربة وممثلة لبنانية.
- 27 نوفمبر  بي دي جيمس كاتبة إنجليزية بريطانية.
- 28 نوفمبر  سعيد عقل شاعر لبناني.

### ديسمبر
- 16 ديسمبر  نادر جلال مخرج سنيمائي مصري.
- 16 ديسمبر:  إيرني تيريل ملاكم أمريكي.
- 18 ديسمبر  فيرنا ليسي ممثلة إيطالية.
- 21 ديسمبر  أودو يورغنز مغني وموسيقي نمساوي.
- 22 ديسمبر  جو كوكر مغني إنجليزي بريطاني.
- 27 ديسمبر  توماج شالامون شاعر سلوفيني.
- 28 ديسمبر  بسام الجلبي، باحث ومؤرخ وقاص وصحفي عراقي.
- 30 ديسمبر   لويز رينر ممثلة ألمانية أمريكية.

## تواريخ غير محددة
- في الفضاء:
  - التماس بين المسبار الأوروبي روسيتا الذي أطلق في 2 مارس 2004 مع المذنب 67 بي/تشوريوموف-جيراسيمنكو.
- العالم:
  - ألعاب الفروسية العالمية في مدينة كاين الفرنسية.
- فرنسا:
  - إستفتاء مقرر في كاليدونيا الجديدة لتقرير إستقلالها أو إبقائها جزأ من الجمهورية الفرنسية.
- الصين:
  - افتتاح محتمل لحديقة ألعاب شانغهاي ديزني لاند.

### مقالات ذات صلة
- وفيات 2014

## جوائز نوبل
في الطُب:
- جون أوكيف.
- ماي بريت موزر.
- إدوارد موزر.

في الفيزياء:
- إيسامو أكاساكي.
- هيروشي أمانو.

  شوجي ناكامورا.
في الكيمياء:
- إيريك بيتزيغ.
- وليام مورنر.
- ستيفان هيل.

في الأدب:
- باتريك موديانو.

في السلام:
- ملالا يوسف زي.
- كايلاش ساتيارثي.

في الاقتصاد:
- جان تيرول.